# Plus qu'un son
Plus qu'un son è un singolo del gruppo rap francese Sexion d'Assaut, pubblicato nel 2011 e proveniente dall'album Les chroniques du 75 Vol. 2 (contenuto anche in En attendant L'Apogée: Les Chroniques du 75). Il singolo è entrato in classifica il 9 aprile dello stesso anno, debuttando al 97º posto, raggiungendo la posizione massima il 29 ottobre per una settimana.

## Classifica
| Classifica (2011) | Posizione massima |
| ----------------- | ----------------- |
| Francia           | 79                |